# Persone di nome Pablo
| Questa pagina contiene informazioni ricavate automaticamente dalle voci biografiche con l'ausilio del template Bio e di un bot. L'aggiornamento è periodico e automatico e ricostruisce completamente la pagina. Se manca una persona in questa lista, sei pregato di non aggiungerla, ma accertati piuttosto che la sua voce biografica contenga il template Bio e che i dati anagrafici siano correttamente compilati. Se il template Bio manca, inseriscilo tu stesso o, in alternativa, metti l'avviso {{tmp\|Bio}} che ne segnala la mancanza. Se i dati riportati sono sbagliati, correggi direttamente la voce biografica; le modifiche saranno visibili in questa lista entro pochi giorni. Per chiarimenti vedi il progetto antroponimi. La lista contiene solo le 386 persone che sono citate nell'enciclopedia e per le quali è stato implementato correttamente il template Bio. Pagina aggiornata al 22 lug 2025. |

Questa è una lista di persone presenti nell'enciclopedia che hanno il nome Pablo, suddivise per attività principale.

## Allenatori di calcio(30)
- Pablo Aimar, allenatore di calcio e ex calciatore argentino (Río Cuarto, n. 1979)
- Pablo Alfaro, allenatore di calcio e ex calciatore spagnolo (Saragozza, n. 1969)
- Pablo Amo, allenatore di calcio e ex calciatore spagnolo (Madrid, n. 1978)
- Pablo Batalla, allenatore di calcio e ex calciatore argentino (Córdoba, n. 1984)
- Pablo Bengoechea, allenatore di calcio e ex calciatore uruguaiano (Rivera, n. 1965)
- Pablo Casar, allenatore di calcio e ex calciatore spagnolo (Cabezón de la Sal, n. 1978)
- Pablo Correa, allenatore di calcio e ex calciatore uruguaiano (Montevideo, n. 1967)
- Pablo Daniel Escobar, allenatore di calcio e ex calciatore paraguaiano (Asunción, n. 1978)
- Pablo Forlán, allenatore di calcio e ex calciatore uruguaiano (Mercedes, n. 1945)
- Pablo Frontini, allenatore di calcio e ex calciatore argentino (Buenos Aires, n. 1984)
- Pablo Galdames, allenatore di calcio e ex calciatore cileno (Santiago del Cile, n. 1974)
- Pablo García, allenatore di calcio e ex calciatore uruguaiano (Pando, n. 1977)
- Pablo Gómez, allenatore di calcio e ex calciatore spagnolo (Vitoria, n. 1970)
- Pablo Andrés González, allenatore di calcio e ex calciatore argentino (Tandil, n. 1985)
- Pablo Granoche, allenatore di calcio e ex calciatore uruguaiano (Montevideo, n. 1983)
- Pablo Guede, allenatore di calcio e ex calciatore argentino (Buenos Aires, n. 1974)
- Pablo Lavallén, allenatore di calcio e ex calciatore argentino (Buenos Aires, n. 1972)
- Pablo Machín, allenatore di calcio e ex calciatore spagnolo (Soria, n. 1975)
- Pablo Marini, allenatore di calcio e ex calciatore argentino (Santa Fe, n. 1967)
- Pablo Mastroeni, allenatore di calcio, dirigente sportivo e ex calciatore argentino (Mendoza, n. 1976)
- Pablo Olmedo, allenatore di calcio e calciatore spagnolo (Madrid, n. 1929 - † 1980)
- Pablo Piñones-Arce, allenatore di calcio e ex calciatore svedese (Tumba, n. 1981)
- Pablo Quatrocchi, allenatore di calcio e ex calciatore argentino (Quilmes, n. 1974)
- Pablo Repetto, allenatore di calcio uruguaiano (Montevideo, n. 1974)
- Pablo Sanz, allenatore di calcio, dirigente sportivo e ex calciatore spagnolo (Barcellona, n. 1973)
- Pablo Solchaga, allenatore di calcio e ex calciatore argentino (Buenos Aires, n. 1976)
- Pablo Elier Sánchez, allenatore di calcio cubano (Pinar del Río, n. 1957)
- Pablo Sánchez, allenatore di calcio e ex calciatore argentino (Rosario, n. 1973)
- Pablo Zabaleta, allenatore di calcio e ex calciatore argentino (Buenos Aires, n. 1985)
- Pablo Zegarra, allenatore di calcio e ex calciatore peruviano (Lima, n. 1973)

## Allenatori di calcio a 5(2)
- Pablo Parilla, allenatore di calcio a 5 e ex giocatore di calcio a 5 argentino (Buenos Aires, n. 1973)
- Pablo Ranieri, allenatore di calcio a 5 e ex giocatore di calcio a 5 argentino (Buenos Aires, n. 1978)

## Allenatori di pallacanestro(2)
- Pablo Laso, allenatore di pallacanestro e ex cestista spagnolo (Vitoria, n. 1967)
- Pablo Prigioni, allenatore di pallacanestro e ex cestista argentino (Río Tercero, n. 1977)

## Arbitri di calcio(3)
- Pablo Peña, ex arbitro di calcio boliviano (n. 1955)
- Pablo Pozo, arbitro di calcio cileno (Santiago del Cile, n. 1973)
- Pablo Rotondo, arbitro di calcio argentino

## Arcieri(1)
- Pablo Acha Gonzalez, arciere spagnolo (Burgos, n. 1996)

## Astronauti(1)
- Pablo Álvarez Fernández, astronauta spagnolo (León, n. 1988)

## Astronomi(1)
- Pablo Cottenot, astronomo francese

## Attori(15)
- Pablito Calvo, attore spagnolo (Madrid, n. 1948 - Alicante, † 2000)
- Pablo Carro, attore, ballerino e modello spagnolo (Madrid, n. 1999)
- Pablo Castañon, attore e doppiatore spagnolo (Mieres, n. 1977)
- Pablo Echarri, attore argentino (Villa Domínico, n. 1969)
- Pablo Espinosa, attore spagnolo (La Vila Joiosa, n. 1992)
- Tito García, attore spagnolo (Salamanca, n. 1931 - Madrid, † 2003)
- Pablo Heredia, attore argentino (Buenos Aires, n. 1979)
- Pablo Martínez, attore e cantante argentino (La Plata, n. 1987)
- Pablo Napoli, attore argentino (Mendoza, n. 1945 - † 2020)
- Pablo Novak, attore e cantante argentino (Buenos Aires, n. 1965)
- Pablo Puyol, attore, cantante e ballerino spagnolo (Malaga, n. 1975)
- Pablo Santos, attore messicano (Monterrey, n. 1987 - Toluca, † 2006)
- Pablo Schreiber, attore e regista teatrale statunitense (Ymir, n. 1978)
- Pablo Sultani, attore argentino (n. 1973)
- Pablo Zibes, attore argentino (Buenos Aires, n. 1971)

## Autori televisivi(1)
- Pablo Trincia, autore televisivo, giornalista e personaggio televisivo italiano (Lipsia, n. 1977)

## Aviatori(1)
- Pablo Carballo, aviatore argentino (Buenos Aires, n. 1947)

## Avvocati(1)
- Pablo Guerrero Martínez, avvocato e politico ecuadoriano (n. 1967)

## Bassisti(1)
- Pablo Hinojos-Gonzalez, bassista e chitarrista statunitense (Los Angeles, n. 1975)

## Canoisti(1)
- Pablo Graña, canoista spagnolo (Cangas, n. 1999)

## Cantanti(5)
- Pol Granch, cantante e attore spagnolo (Madrid, n. 1998)
- El Guincho, cantante, rapper e produttore discografico spagnolo (Las Palmas de Gran Canaria, n. 1983)
- Paolo Meneguzzi, cantante svizzero (Stabio, n. 1976)
- Pablo Moses, cantante giamaicano (Giamaica, n. 1948)
- Pablo Ruiz, cantante e attore argentino (Buenos Aires, n. 1975)

## Cantautori(2)
- Pablo Alborán, cantautore spagnolo (Malaga, n. 1989)
- Pablo Milanés, cantautore cubano (Bayamo, n. 1943 - Madrid, † 2022)

## Cardinali(2)
- Pablo Virgilio Siongco David, cardinale e vescovo cattolico filippino (Betis, n. 1959)
- Pablo Muñoz Vega, cardinale e arcivescovo cattolico ecuadoriano (Mira, n. 1903 - Quito, † 1994)

## Cestisti(15)
- Pablo Aguilar Bermúdez, cestista spagnolo (Granada, n. 1989)
- Pablo Albertinazzi, ex cestista argentino (Córdoba, n. 1978)
- Pablo Alicea, ex cestista portoricano (Santurce, n. 1963)
- Pablo Almazán, cestista spagnolo (Granada, n. 1989)
- Pablo Bertone, cestista argentino (Arroyito, n. 1990)
- Pablo Espinoza, cestista argentino (Resistencia, n. 1987)
- Pablo García León, ex cestista cubano (Las Villas, n. 1946)
- Iván Gramajo, cestista argentino (San Miguel de Tucumán, n. 1996)
- Pablo Machado, ex cestista venezuelano (Caracas, n. 1977)
- Pablo Martínez Martínez, ex cestista spagnolo (Madrid, n. 1971)
- Pablo Moldú, ex cestista argentino (Tornquist, n. 1978)
- Pablo Morales, ex cestista e allenatore di pallacanestro uruguaiano (Montevideo, n. 1979)
- Pablo Pérez Garrido, ex cestista spagnolo (Cuenca, n. 1997)
- Pablo Sándiford, cestista ecuadoriano (Durán, n. 1922 - † 1992)
- Pablo Tamba, cestista spagnolo (Puente Genil, n. 2003)

## Ciclisti su strada(3)
- Pablo Castrillo, ciclista su strada spagnolo (Jaca, n. 2001)
- Omar Hernández, ex ciclista su strada e dirigente sportivo colombiano (Bogotà, n. 1962)
- Pablo Torres, ex ciclista su strada spagnolo (Cambre, n. 1987)

## Comici(1)
- Pablo Motos, comico e conduttore televisivo spagnolo (Requena, n. 1965)

## Compositori(2)
- Pablo Bruna, compositore e organista spagnolo (Daroca, n. 1611 - Daroca, † 1679)
- Pablo Chávez Aguilar, compositore e presbitero peruviano (Lima, n. 1899 - Lima, † 1950)

## Criminali(2)
- Pablo Acosta Villarreal, criminale messicano (Ojinaga, n. 1937 - Santa Elena, † 1987)
- Pablo Escobar, criminale e politico colombiano (Rionegro, n. 1949 - Medellín, † 1993)

## Danzatori(1)
- Pablo Verón, ballerino argentino (n. 1971)

## Dirigenti sportivi(3)
- Pablo Lastras, dirigente sportivo e ex ciclista su strada spagnolo (San Martín de Valdeiglesias, n. 1976)
- Pablo Nieto, dirigente sportivo e pilota motociclistico spagnolo (Madrid, n. 1980)
- Pablo Urtasun, dirigente sportivo e ex ciclista su strada spagnolo (Urdiain, n. 1980)

## Disc jockey(2)
- Shablo, disc jockey e produttore discografico argentino (Buenos Aires, n. 1980)
- Pablito el drito, disc jockey e produttore discografico italiano (Milano, n. 1974)

## Disegnatori(1)
- Pablo Ferro, disegnatore e regista cubano (Antilla, n. 1935 - Sedona, † 2018)

## Drammaturghi(1)
- Pablo Esteve, drammaturgo spagnolo (n. 1730 - Madrid, † 1794)

## Fisici(1)
- Pablo Echenique, fisico e politico argentino (Rosario, n. 1978)

## Fotografi(2)
- Pablo Bartholomew, fotografo indiano (Nuova Delhi, n. 1955)
- Pablo Volta, fotografo italiano (Buenos Aires, n. 1926 - Cagliari, † 2011)

## Generali(1)
- Pablo Morillo, generale spagnolo (Fuentesecas, n. 1775 - Barèges, † 1837)

## Ginnasti(1)
- Pablo Brägger, ginnasta svizzero (Oberbüren, n. 1992)

## Giocatori di badminton(1)
- Pablo Abián, giocatore di badminton spagnolo (Calatayud, n. 1985)

## Giocatori di baseball(1)
- Pablo Sandoval, giocatore di baseball venezuelano (Puerto Cabello, n. 1986)

## Giocatori di beach volley(1)
- Pablo Herrera, giocatore di beach volley spagnolo (Castellón de la Plana, n. 1982)

## Giocatori di calcio a 5(6)
- Pablo Belsito, giocatore di calcio a 5 argentino (Buenos Aires, n. 1986)
- Pablo Benítez, ex giocatore di calcio a 5 paraguaiano (n. 1965)
- Pablo Lamanna, ex giocatore di calcio a 5 uruguaiano (Montevideo, n. 1974)
- Pablo de Almeida Ribeiro, ex giocatore di calcio a 5 brasiliano (Uruguaiana, n. 1979)
- Pablo Rodríguez, giocatore di calcio a 5 costaricano (n. 1998)
- Pablo Taborda, giocatore di calcio a 5 argentino (Buenos Aires, n. 1986)

## Giocatori di football americano(2)
- Pablo Mauricio Blanch, giocatore di football americano argentino (Pergamino, n. 1985)
- Pablo Chalfun, ex giocatore di football americano brasiliano (n. 1993)

## Giornalisti(2)
- Pablo González Yagüe, giornalista russo (Mosca, n. 1982)
- Pablo Rojas, giornalista italiano (Roma, n. 1976)

## Hockeisti su pista(3)
- Pablo Cancela, hockeista su pista spagnolo (La Coruña, n. 1988)
- Pablo Nájera, hockeista su pista spagnolo (Madrid, n. 1998)
- Pablo Álvarez Vera, hockeista su pista argentino (San Juan, n. 1986)

## Imprenditori(1)
- Raúl Fontaina, imprenditore e conduttore televisivo uruguaiano (Montevideo, n. 1931 - Montevideo, † 2008)

## Lottatori(1)
- Pablo Shorey, lottatore cubano (Camagüey, n. 1983)

## Militari(1)
- Pablo Riccheri, militare argentino (San Lorenzo, n. 1859 - Buenos Aires, † 1936)

## Musicisti(1)
- Pablo Lentini Riva, musicista e scrittore italiano (Milano, n. 1971)

## Pallamanisti(1)
- Pablo Marrochi, pallamanista uruguaiano (Montevideo, n. 1986)

## Pallavolisti(3)
- Pablo Crer, pallavolista argentino (Rosario, n. 1989)
- Pablo Guzmán, pallavolista portoricano (San Juan, n. 1987)
- Pablo Kukartsev, pallavolista argentino (Buenos Aires, n. 1993)

## Piloti automobilistici(1)
- Pablo Birger, pilota automobilistico argentino (Buenos Aires, n. 1924 - Buenos Aires, † 1966)

## Pittori(3)
- Pablo Echaurren, pittore e scrittore italiano (Roma, n. 1951)
- Pablo O'Higgins, pittore statunitense (Salt Lake City, n. 1904 - Città del Messico, † 1983)
- Pablo Picasso, pittore e scultore spagnolo (Malaga, n. 1881 - Mougins, † 1973)

## Poeti(1)
- Pablo de Rokha, poeta cileno (Licantén, n. 1894 - Santiago del Cile, † 1968)

## Politici(8)
- Pablo Arias Echeverría, politico spagnolo (Madrid, n. 1970)
- Pablo Bustinduy, politico spagnolo (Madrid, n. 1983)
- Pablo Casado, politico spagnolo (Palencia, n. 1981)
- Pablo P. Garcia, politico filippino (Dumanjug, n. 1925 - Cebu, † 2021)
- Pablo Hernández Rivera, politico portoricano (San Juan, n. 1991)
- Pablo Iglesias Posse, politico e sindacalista spagnolo (Ferrol, n. 1850 - Madrid, † 1925)
- Pablo Villamar, politico spagnolo (Narón, n. 1961)
- Pablo de La Llave, politico e naturalista messicano (Córdoba, n. 1773 - Córdoba, † 1833)

## Politologi(1)
- Pablo Iglesias Turrión, politologo e politico spagnolo (Madrid, n. 1978)

## Presbiteri(1)
- Pablo Domínguez Prieto, presbitero, filosofo e teologo spagnolo (Madrid, n. 1966 - Moncayo, † 2009)

## Rapper(2)
- Dellafuente, rapper spagnolo (Granada, n. 1992)
- Pablo Hasél, rapper, scrittore e poeta spagnolo (Lleida, n. 1988)

## Registi(4)
- Pablo Berger, regista e sceneggiatore spagnolo (Bilbao, n. 1963)
- Pablo Larraín, regista, sceneggiatore e produttore cinematografico cileno (Santiago del Cile, n. 1976)
- Pablo Parés, regista cinematografico, sceneggiatore e attore argentino (Haedo, n. 1978)
- Pablo Trapero, regista, sceneggiatore e produttore cinematografico argentino (San Justo, n. 1971)

## Religiosi(1)
- Pablo Colino, religioso, musicista e scrittore spagnolo (Pamplona, n. 1934)

## Rugbisti a 15(6)
- Pablo Bouza, ex rugbista a 15 e allenatore di rugby a 15 argentino (Rosario, n. 1973)
- Pablo Calanchini, ex rugbista a 15 italiano (Santa Fe, n. 1974)
- Pablo Canavosio, ex rugbista a 15 italiano (Córdoba, n. 1981)
- Pablo Dimcheff, rugbista a 15 italiano (Buenos Aires, n. 1999)
- Pablo Lemoine, ex rugbista a 15 e allenatore di rugby a 15 uruguaiano (Montevideo, n. 1975)
- Pablo Matera, rugbista a 15 argentino (Buenos Aires, n. 1993)

## Scacchisti(1)
- Pablo Ricardi, scacchista argentino (Buenos Aires, n. 1962)

## Scrittori(4)
- Pablo González Cuesta, scrittore e sceneggiatore spagnolo (Siviglia, n. 1968)
- Pablo Montoya, scrittore colombiano (Barrancabermeja, n. 1963)
- Pablo Tusset, scrittore spagnolo (Barcellona, n. 1965)
- Pablo d'Ors, scrittore, critico letterario e presbitero spagnolo (Madrid, n. 1963)

## Scultori(3)
- Pablo Atchugarry, scultore uruguaiano (Montevideo, n. 1954)
- Pablo Gargallo, scultore spagnolo (Maella, n. 1881 - Reus, † 1934)
- Pablo González Velázquez, scultore spagnolo (Andújar, n. 1664 - † 1727)

## Sollevatori(1)
- Pablo Lara, ex sollevatore cubano (Santa Clara, n. 1968)

## Sovrani(1)
- Pablo Xochiquentzin, re azteco († 1536)

## Tennisti(6)
- Pablo Albano, ex tennista argentino (Buenos Aires, n. 1967)
- Pablo Andújar, ex tennista spagnolo (Cuenca, n. 1986)
- Pablo Arraya, ex tennista argentino (Córdoba, n. 1961)
- Pablo Carreño Busta, tennista spagnolo (Gijón, n. 1991)
- Pablo Cuevas, ex tennista uruguaiano (Concordia, n. 1986)
- Pablo Santos, tennista spagnolo (Granada, n. 1984)

## Teologi(1)
- Pablo de Céspedes, teologo e pittore spagnolo (Cordova, n. 1538 - Cordova, † 1608)

## Traduttori(1)
- Pablo Coronel, traduttore, orientalista e docente spagnolo (Segovia, n. 1480 - Salamanca, † 1534)

## Triplisti(1)
- Pablo Torrijos, triplista spagnolo (Castellón de la Plana, n. 1992)

## Velocisti(2)
- Pablo Matéo, velocista francese (Évry, n. 2001)
- Pablo Montes, velocista cubano (L'Avana, n. 1947 - L'Avana, † 2008)

## Vescovi cattolici(2)
- Pablo Gúrpide Beope, vescovo cattolico spagnolo (Ochagavía, n. 1898 - Bilbao, † 1968)
- Pablo Jaime Galimberti di Vietri, vescovo cattolico uruguaiano (Montevideo, n. 1941)

## Violinisti(1)
- Pablo de Sarasate, violinista e compositore spagnolo (Pamplona, n. 1844 - Biarritz, † 1908)

## Senza attività specificata(2)
- Pablo Diaz, argentino (La Plata, n. 1958)
- Pablo Helman, effettista argentino (Buenos Aires, n. 1959)